# Episodi de L'isola di Gilligan (prima stagione)
La prima stagione della serie televisiva L'isola di Gilligan è andata in onda negli Stati Uniti dal 26 settembre 1964 al 12 giugno 1965 sulla CBS.
| nº | Titolo originale                    | Prima TV USA      | Titolo italiano | Prima TV Italia |
| -- | ----------------------------------- | ----------------- | --------------- | --------------- |
| 0  | Marooned                            |                   |                 |                 |
| 1  | Two on a Raft                       | 26 settembre 1964 |                 |                 |
| 2  | Home Sweet Hut                      | 3 ottobre 1964    |                 |                 |
| 3  | Voodoo Something To Me              | 10 ottobre 1964   |                 |                 |
| 4  | Goodnight Sweet Skipper             | 17 ottobre 1964   |                 |                 |
| 5  | Wrongway Feldman                    | 24 ottobre 1964   |                 |                 |
| 6  | President Gilligan                  | 31 ottobre 1964   |                 |                 |
| 7  | The Sound of Quacking               | 7 novembre 1964   |                 |                 |
| 8  | Goodbye Island                      | 21 novembre 1964  |                 |                 |
| 9  | The Big Gold Strike                 | 28 novembre 1964  |                 |                 |
| 10 | Waiting For Watubi                  | 5 dicembre 1964   |                 |                 |
| 11 | Angel on the Island                 | 12 dicembre 1964  |                 |                 |
| 12 | Birds Gotta Fly, Fish Gotta Talk    | 19 dicembre 1964  |                 |                 |
| 13 | Three Million Dollars More or Less  | 26 dicembre 1964  |                 |                 |
| 14 | Water, Water Everywhere             | 2 gennaio 1965    |                 |                 |
| 15 | So Sorry, My Island Now             | 9 gennaio 1965    |                 |                 |
| 16 | Plant You Now, Dig You Later        | 16 gennaio 1965   |                 |                 |
| 17 | Little Island, Big Gun              | 23 gennaio 1965   |                 |                 |
| 18 | X Marks the Spot                    | 30 gennaio 1965   |                 |                 |
| 19 | Gilligan Meets Jungle Boy           | 6 febbraio 1965   |                 |                 |
| 20 | St. Gilligan and the Dragon         | 13 febbraio 1965  |                 |                 |
| 21 | Big Man on Little Stick             | 20 febbraio 1965  |                 |                 |
| 22 | Diamonds are an Ape's Best Friend   | 27 febbraio 1965  |                 |                 |
| 23 | How to Be a Hero                    | 6 marzo 1965      |                 |                 |
| 24 | The Return of Wrongway Feldman      | 13 marzo 1965     |                 |                 |
| 25 | The Matchmaker                      | 20 marzo 1965     |                 |                 |
| 26 | Music Hath Charm                    | 27 marzo 1965     |                 |                 |
| 27 | New Neighbor Sam                    | 3 aprile 1965     |                 |                 |
| 28 | They're Off and Running             | 10 aprile 1965    |                 |                 |
| 29 | Three to Get Ready                  | 17 aprile 1965    |                 |                 |
| 30 | Forget Me Not                       | 24 aprile 1965    |                 |                 |
| 31 | Diogenes, Won't You Please Go Home? | 1º maggio 1965    |                 |                 |
| 32 | Physical Fatness                    | 8 maggio 1965     |                 |                 |
| 33 | It's Magic                          | 15 maggio 1965    |                 |                 |
| 34 | Goodbye, Old Paint                  | 22 maggio 1965    |                 |                 |
| 35 | My Fair Gilligan                    | 5 giugno 1965     |                 |                 |
| 36 | A Nose by Any Other Name            | 12 giugno 1965    |                 |                 |

## Marooned
- Diretto da: Rod Amateau
- Scritto da: Sherwood Schwartz, Austin Kalish, Elroy Schwartz

### Trama
- Guest star: John Gabriel (professore), Kit Smythe (Ginger Grant), Nancy McCarthy (Bunny)
- È l'episodio pilota mai trasmesso, è conosciuto anche con i titoli Marooned e Shipwrecked e racconta gli episodi che portano al naufragio del gruppo.

## Two on a Raft
- Prima televisiva: 26 settembre 1964
- Diretto da: John Rich
- Scritto da: Lawrence J. Cohen, Fred Freeman

### Trama
- Guest star: Russell Johnson (professore Roy Hinkley, Jr.), Dawn Wells (Mary Ann Summers)

## Home Sweet Hut
- Prima televisiva: 3 ottobre 1964
- Diretto da: Richard Donner
- Scritto da: Charles Tannen, Bill Davenport

### Trama
- Guest star:

## Voodoo Something To Me
- Prima televisiva: 10 ottobre 1964
- Diretto da: John Rich
- Scritto da: Austin Kalish, Elroy Schwartz

### Trama
- Guest star:

## Goodnight Sweet Skipper
- Prima televisiva: 17 ottobre 1964
- Diretto da: Ida Lupino
- Scritto da: Roland MacLane, Dick Conway

### Trama
- Guest star:

## Wrongway Feldman
- Prima televisiva: 24 ottobre 1964
- Diretto da: Ida Lupino
- Scritto da: Fred Freeman, Lawrence J. Cohen

### Trama
- Guest star: Hans Conried (Wrongway Feldman)

## President Gilligan
- Prima televisiva: 31 ottobre 1964
- Diretto da: Richard Donner
- Scritto da: Roland Wolpert

### Trama
- Guest star:

## The Sound of Quacking
- Prima televisiva: 7 novembre 1964
- Diretto da: Tom Montgomery
- Scritto da: Lawrence J. Cohen, Fred Freeman

### Trama
- Guest star:

## Goodbye Island
- Prima televisiva: 21 novembre 1964
- Diretto da: John Rich
- Scritto da: Albert E. Lewin, Burt Styler

### Trama
- Guest star:

## The Big Gold Strike
- Prima televisiva: 28 novembre 1964
- Diretto da: Stanley Z. Cherry
- Scritto da: Roland Wolpert

### Trama
- Guest star:

## Waiting For Watubi
- Prima televisiva: 5 dicembre 1964
- Diretto da: Jack Arnold
- Scritto da: Lawrence J. Cohen, Fred Freeman

### Trama
- Guest star:

## Angel on the Island
- Prima televisiva: 12 dicembre 1964
- Diretto da: Jack Arnold
- Scritto da: Alan Dinehart, Herbert Finn

### Trama
- Guest star: Mel Blanc (Parrot)

## Birds Gotta Fly, Fish Gotta Talk
- Prima televisiva: 19 dicembre 1964
- Diretto da: John Rich
- Scritto da: Sherwood Schwartz, Elroy Schwartz, Austin Kalish

### Trama
- Guest star:

## Three Million Dollars More or Less
- Prima televisiva: 26 dicembre 1964
- Diretto da: Tom Montgomery
- Soggetto di: Sam Locke, Joel Rapp

### Trama
- Guest star:

## Water, Water Everywhere
- Prima televisiva: 2 gennaio 1965
- Diretto da: Stanley Z. Cherry
- Scritto da: Frank Waldman, Tom Waldman

### Trama
- Guest star: Mel Blanc (Ribbit the Frog)

## So Sorry, My Island Now
- Prima televisiva: 9 gennaio 1965
- Diretto da: Alan Crosland, Jr.
- Scritto da: David P. Harmon

### Trama
- Guest star: Vito Scotti (giapponese Soldier)

## Plant You Now, Dig You Later
- Prima televisiva: 16 gennaio 1965
- Diretto da: Lawrence Dobkin
- Scritto da: Oliver Crawford, Elroy Schwartz

### Trama
- Guest star:

## Little Island, Big Gun
- Prima televisiva: 23 gennaio 1965
- Diretto da: Abner Biberman
- Scritto da: Dick Conway, Roland MacLane

### Trama
- Guest star: Larry Storch (Jackson Farrell), Louis Quinn (Hank), Jack Sheldon (Lucky), K. L. Smith (Farrell's Accomplice)

## X Marks the Spot
- Prima televisiva: 30 gennaio 1965
- Diretto da: Jack Arnold
- Scritto da: Sherwood Schwartz, Elroy Schwartz

### Trama
- Guest star: Harry Lauter (maggiore Adams), Russell Thorson (generale Bryan)

## Gilligan Meets Jungle Boy
- Prima televisiva: 6 febbraio 1965
- Diretto da: Lawrence Dobkin
- Scritto da: Howard Merrill, Howard Harris, Al Schwartz

### Trama
- Guest star: Kurt Russell (Jungle Boy)

## St. Gilligan and the Dragon
- Prima televisiva: 13 febbraio 1965
- Diretto da: Ray Montgomery
- Scritto da: Arnold Peyser, Lois Peyser

### Trama
- Guest star:

## Big Man on Little Stick
- Prima televisiva: 20 febbraio 1965
- Diretto da: Anton Leader
- Scritto da: Lou Huston, Charles Tannen

### Trama
- Guest star: Denny Miller (Duke Williams)

## Diamonds are an Ape's Best Friend
- Prima televisiva: 27 febbraio 1965
- Diretto da: Jack Arnold
- Scritto da: Elroy Schwartz

### Trama
- Guest star: Janos Prohaska (Man inside of ape costume)

## How to Be a Hero
- Prima televisiva: 6 marzo 1965
- Diretto da: Anton Leader
- Scritto da: Alan Dinehart, Herbert Finn

### Trama
- Guest star:

## The Return of Wrongway Feldman
- Prima televisiva: 13 marzo 1965
- Diretto da: Gene Nelson
- Scritto da: Lawrence J. Cohen, Fred Freeman

### Trama
- Guest star: Hans Conried (Wrongway Feldman)

## The Matchmaker
- Prima televisiva: 20 marzo 1965
- Diretto da: Anton Leader
- Scritto da: Joanna Lee

### Trama
- Guest star:

## Music Hath Charm
- Prima televisiva: 27 marzo 1965
- Diretto da: Jack Arnold
- Scritto da: Al Schwartz, Howard Harris

### Trama
- Guest star: Russ Grieve (Native), Paul Daniel (Native), Frank Corsentino (Native)

## New Neighbor Sam
- Prima televisiva: 3 aprile 1965
- Diretto da: Tom Montgomery
- Scritto da: George O'Hanlon, Charles Tannen

### Trama
- Guest star: Herb Vigran (parrot)

## They're Off and Running
- Prima televisiva: 10 aprile 1965
- Diretto da: Jack Arnold
- Scritto da: Walter Black

### Trama
- Guest star:

## Three to Get Ready
- Prima televisiva: 17 aprile 1965
- Diretto da: Jack Arnold
- Scritto da: David P. Harmon

### Trama
- Guest star:

## Forget Me Not
- Prima televisiva: 24 aprile 1965
- Diretto da: Jack Arnold
- Scritto da: Herbert Margolis

### Trama
- Guest star:

## Diogenes, Won't You Please Go Home?
- Prima televisiva: 1º maggio 1965
- Diretto da: Christian Nyby
- Scritto da: David P. Harmon

### Trama
- Guest star: Vito Scotti (giapponese Sailor)

## Physical Fatness
- Prima televisiva: 8 maggio 1965
- Diretto da: Gary Nelson
- Scritto da: Alan Dinehart, Herbert Finn

### Trama
- Guest star:

## It's Magic
- Prima televisiva: 15 maggio 1965
- Diretto da: Jack Arnold
- Scritto da: Al Schwartz, Bruce Howard

### Trama
- Guest star:

## Goodbye, Old Paint
- Prima televisiva: 22 maggio 1965
- Diretto da: Jack Arnold
- Scritto da: David P. Harmon

### Trama
- Guest star: Harold Stone (Dubov)

## My Fair Gilligan
- Prima televisiva: 5 giugno 1965
- Diretto da: Anton Leader
- Scritto da: Joanna Lee

### Trama
- Guest star:

## A Nose by Any Other Name
- Prima televisiva: 12 giugno 1965
- Diretto da: Hal Cooper
- Scritto da: Elroy Schwartz

### Trama
- Guest star: